# Tmarus mourei
Tmarus mourei là một loài nhện trong họ Thomisidae.
Loài này thuộc chi Tmarus. Tmarus mourei được Cândido Firmino de Mello-Leitão miêu tả năm 1947.